# 대한민국 형사소송법 제283조의2
대한민국 형사소송법 제283조의2는 피고인의 진술거부권에 대한 형사소송법의 조문이다. 2007.6.1.에 본조신설되었다.

## 조문
제283조의2(피고인의 진술거부권) ① 피고인은 진술하지 아니하거나 개개의 질문에 대하여 진술을 거부할 수 있다.
②재판장은 피고인에게 제1항과 같이 진술을 거부할 수 있음을 고지하여야 한다.

## 참고 문헌
- 손동권 신이철, 새로운 형사소송법(초판, 2013), 세창, 2013. ISBN 9788984114081

## 같이 보기
- 대한민국 헌법 제12조 신체의 자유